# Орден Короля Абдель-Азиза
Орден Абдель-Азиза ибн Сауда — государственная награда Саудовской Аравии за гражданские заслуги.

## История
О создании ордена в честь первого короля Саудовской Аравии Абдель-Азиза ибн Сауда было объявлено 20 марта 1971 года. Этим же указом был учреждён высший орден Бадра.
Первое награждение орденом Абдель-Азиза произошло в 1976 году.

## Положение
Орденом награждаются подданные Саудовской Аравии, а также иностранцы за заслуги перед государством и правящей династией. Награждение подданных Саудовской Аравии производится строго от низшей степени к высшей, при этом последующее награждение не может производится менее чем через пять лет.

## Степени
- Цепь ордена — высшая степень. Вручается главам иностранных государств немусульманского мира.
- Большая лента — 1 класс. Инсигнии состоят из золотого знака на широкой чрезплечной ленте, золотой звезды ордена на левой стороне груди.
- 2 класс. Золотой знак на широкой чрезплечной ленте обратных цветов, золотой звезды на левой стороне груди.
- 3 класс. Серебряный знак на шейной ленте и золотоя звезда на левой стороне груди.
- 4 класс. Серебряный знак на шейной ленте и серебряная звезда на левой стороне груди.
- 5 класс. Серебряный знак на шейной ленте.
- 6 класс. Серебряный знак на нагрудной ленте с розеткой.
- 7 класс. Серебряный знак на нагрудной ленте.

| Орденские планки |                  |                  |                  |                  |                  |                  |
| Кавалер 1 класса | Кавалер 2 класса | Кавалер 3 класса | Кавалер 4 класса | Кавалер 5 класса | Кавалер 6 класса | Кавалер 7 класса |

## Инсигнии
Знак ордена — золотая семилучевая звезда, лучи которой заострены и покрыты белой эмалью. Между лучей золотые лавровые ветви. На звезду наложен семигранник белой и зелёной эмали с круглыми медальоном внутри. В медальоне надпись на арабском языке. Знак при помощи переходного звена в виде полумесяца рогами вверх, двух сабель, обременённых пальмовыми ветвями, подвешивается к орденской ленте.
Звезда ордена аналогична знаку, но без переходного звена.
Лента ордена зелёного цвета с золотыми полосками, отстоящими от края (для ордена 2 класса — обратных цветов).